# Natação nos Jogos Olímpicos de Verão da Juventude de 2010 - 200 m medley masculino
As provas dos 200 metros medley masculino da natação nos Jogos Olímpicos de Verão da Juventude de 2010 foram realizadas no dia 16 de agosto, na Escola dos Desportos, em Cingapura. 26 nadadores estavam inscritos neste evento.

## Medalhistas
| Ouro   | RSA Chad le Clos |
| Prata  | AUS Kenneth To   |
| Bronze | RSA Dylan Bosch  |

## Eliminatórias

### Eliminatória 1
| Pos. | Raia | Nome                 | País             | Tempo   | Notas |
| ---- | ---- | -------------------- | ---------------- | ------- | ----- |
| 1    | 3    | Juan Sequera         | VEN Venezuela    | 2:06.64 |       |
| 2    | 5    | Giorgi Mtvralashvili | GEO Geórgia      | 2:12.70 |       |
| 3    | 4    | Seiji Groome         | CAY Ilhas Cayman | 2:16.84 |       |

### Eliminatória 2
| Pos. | Raia | Nome                           | País            | Tempo   | Notas |
| ---- | ---- | ------------------------------ | --------------- | ------- | ----- |
| 1    | 4    | Alexey Atsapkin                | RUS Rússia      | 2:03.69 | Q     |
| 2    | 6    | Ganesh Pedurand                | FRA França      | 2:04.07 | Q     |
| 3    | 3    | Jakub Maly                     | AUT Áustria     | 2:04.76 |       |
| 4    | 5    | Zsombor Szana                  | HUN Hungria     | 2:05.78 |       |
| 5    | 1    | Dmitriy Shvetsov               | UZB Uzbequistão | 2:06.94 |       |
| 6    | 2    | Alexis Manacas da Silva Santos | POR Portugal    | 2:08.38 |       |
| 7    | 7    | Aleks Kostoma                  | SLO Eslovênia   | 2:10.35 |       |

### Eliminatória 3
| Pos. | Raia | Nome                 | País          | Tempo   | Notas      |
| ---- | ---- | -------------------- | ------------- | ------- | ---------- |
| 1    | 4    | Kenneth To           | AUS Austrália | 2:02.42 | Q          |
| 2    | 6    | Takahiro Tsutsumi    | JPN Japão     | 2:03.73 | Q          |
| 3    | 3    | Eduardo Solaeche     | ESP Espanha   | 2:04.06 | Q          |
| 4    | 5    | Nuttapong Ketin      | THA Tailândia | 2:05.62 |            |
| 5    | 2    | Tatsunari Shoda      | JPN Japão     | 2:08.29 |            |
| 6    | 1    | Mans Hjelm           | SWE Suécia    | 2:09.81 |            |
| 7    | 8    | Ahmadreza Jalali     | IRI Irã       | 2:12.43 |            |
| -    | 7    | Panagiotis Samilidis | GRE Grécia    | -       | Não largou |

### Eliminatória 4
| Pos. | Raia | Nome                | País               | Tempo   | Notas |
| ---- | ---- | ------------------- | ------------------ | ------- | ----- |
| 1    | 3    | Chad le Clos        | RSA África do Sul  | 2:03.12 | Q     |
| 2    | 2    | Dylan Bosch         | RSA África do Sul  | 2:03.20 | Q     |
| 3    | 6    | Yakov Toumarkin     | ISR Israel         | 2:04.13 | Q     |
| 4    | 4    | Raphael Stacchiotti | LUX Luxemburgo     | 2:04.17 |       |
| 5    | 5    | Simone Geni         | ITA Itália         | 2:04.68 |       |
| 6    | 8    | Austin Ringquist    | USA Estados Unidos | 2:06.51 |       |
| 7    | 7    | Sheng Jun Pang      | SIN Singapura      | 2:06.65 |       |
| 8    | 1    | Bastien Soret       | BEL Bélgica        | 2:08.80 |       |

## Final
| Pos.              | Raia | Nome              | País              | Tempo   | Notas |
| ----------------- | ---- | ----------------- | ----------------- | ------- | ----- |
| Medalha de ouro   | 5    | Chad le Clos      | RSA África do Sul | 2:00.68 |       |
| Medalha de prata  | 4    | Kenneth To        | AUS Austrália     | 2:02.51 |       |
| Medalha de bronze | 3    | Dylan Bosch       | RSA África do Sul | 2:02.59 |       |
| 4                 | 8    | Yakov Toumarkin   | ISR Israel        | 2:03.44 |       |
| 5                 | 6    | Alexey Atsapkin   | RUS Rússia        | 2:03.66 |       |
| 6                 | 7    | Eduardo Solaeche  | ESP Espanha       | 2:04.09 |       |
| 7                 | 1    | Ganesh Pedurand   | FRA França        | 2:04.21 |       |
| 8                 | 2    | Takahiro Tsutsumi | JPN Japão         | 2:06.18 |       |